# ドラゴノーツ -ザ・レゾナンス-
『ドラゴノーツ -ザ・レゾナンス-』 (DRAGONAUT -THE RESONANCE-) は、GONZO制作の日本のテレビアニメ。2007年10月3日からテレビ東京系列にて放送された。

## 作品概要
孤独な人生を送る少年が、一人の少女と出会い、ドラゴンと交流しながら成長していく姿を通して“他者を理解することの大切さ”を描く作品。原作などは存在せず、企画および製作を手がけるNASとゴンゾによるオリジナルテレビアニメである。また、アバンタイトルでは過去の話が紹介され、物語が進むとともに過去の真実が明らかになっていく。
漫画版が『ジャンプスクエア』にて連載されていたが、ストーリー・キャラクター設定は異なる。
2011年4月28日から10月20日にかけてニコニコ動画内のチャンネル、フルアニMAXにて毎週木曜日の18:00に本編が1話ずつ公式配信された。第1話は無料だが、2話以降は配信日の1週間後に有料に切り替えるという方針を採る。DVDオリジナルシナリオの26話も配信された。

### 世界設定
本作は近未来の太陽系を舞台としている。人類は現実社会よりも発達した文化を持ち、特に宇宙開発面に関しては、世界共同で設立された開発機構 "ISDA" による開拓で人類の宇宙進出が進んだ。この結果、月には地球と同様に人々が生活し、火星にも開発の手を伸ばしている。一方、冥王星は作品開始時点の20年前に外宇宙から飛躍した謎の小惑星「タナトス」によって砕かれている。作品開始時2年前になると、タナトスから謎の生命体「ドラゴン」が地球に飛来し、宇宙開発の要人たちはそのドラゴンを捕獲研究すると共に、飛来の事実を世間から隠蔽した。後の調査でタナトスが地球に飛来する可能性を見出した彼らは、これに対抗すべくタナトスの破壊計画「Dプロジェクト」を立案するとともに、地球産ドラゴンを戦力として投入することとなる。この地球産ドラゴンを使用する戦闘部隊のひとつが本作のタイトルにもなっている「ドラゴノーツ」であり、世間的には宇宙飛行士隊ということになっている。
物語は、主人公の少年がドラゴンとタナトスの事実を知り、一人の少女と出会うところから始まる。

## あらすじ
2年前の飛行機事故で家族を失い、唯一生還した少年カミシナ・ジン。事故機のパイロットがジンの父であったこともあり、ジンは周囲から非難と好奇の眼差しを受け、孤独な生活を送っていた。そんなある日、ジンは宇宙開発機関「ISDA」に呼び出され、ドラゴンの秘密を明かされた上で組織への協力を求められる。飛行機事故の事実を公表しないISDAに反感を抱き、組織への協力を拒否するジンだったが、トアという謎の美少女に危機を救われたことをきっかけに、次第にDプロジェクトに巻き込まれてゆく。

## 登場人物

### 主要人物
カミシナ・ジン
声 - 小野大輔
本作の主人公。18歳。父親がパイロットを務める月行きのシャトル墜落事故で家族を失っている。事故の唯一の生還者であった事、パイロットの息子であった事から世間の疑念と好奇心の眼差しに晒され、学校を次々と転校する日々を送っていた。物語開始2年前まではアストロノーツ養成学校に通い、同級生としてタチバナ・カズキと出会っている。
ジンを引き取った親戚ともそりが合わず、孤独を感じていたが、連続殺人事件の現場を目撃してしまった際、トアに救われたことで、次第に彼女に惹かれていく。また、ISDAとは、一時期を除き作品を通して敵対関係ともいえる立場をとっているが、その理由は「ISDAがシャトル事故の真相を隠匿し、父に無実の罪をなすりつけていること、トアを執拗に追いまわすこと」から「ISDAがすべてのドラゴンを抹殺しようとしていること」に変化している。また、トアを守るという共通の目的をもつギオとは行動を共にしている。オストルムの撃破、ISDAのドラゴノーツ隊への加入を経て、アーシムからトアを奪還するが、アキラとマキナの死、ギオの暴走による火星破壊によって、運命が大きく変わることとなる。
一年後、火星での事件を機に反逆者として扱われ、正体を隠すために新小笠原にてギオ、トアと共に1年間慎ましく暮らしていた。追われる身となったジークリンデと再会し、ISDAの現状を知りライナ達を助けるべくヨナミネとジークリンデと共にタルタロスへ向かう。救出には成功するものの、トアの寿命が短いことをこのときギオに知らされ、トアを永らえさせるべく、トアをギオ(タナトス)に託してしまう。しかし、「融合することですべての苦難から解放される」というタナトスの考えに反発し、タナトス内部にとらわれていたトアを救出する。その際、異なる存在であるからこそ生まれる「愛」をタナトスに説くことで、人間全てとレゾナンス(＝融合)を果たそうとしていたタナトスの考えを変えさせることに成功した。
その行動原理は概ねトアに基づいており、様々な出来事に翻弄されながらもトアへの愛を貫き通す。監督は「ジンがヒロインでトアがヒーロー」とコメントしている。
トア
声 - 茅原実里
本作のメインヒロイン。連続殺人事件の現場を目撃し、襲われかけていたジンを助けた美少女。ジンと惹かれあい常に彼を守ろうとする。ISDAでは"アルブム"と呼ばれ彼らから追われる身にある。その正体は、二年前にタナトスから飛来した三体のオリジナルドラゴンのうちの一人で、真の姿は白く輝くドラゴンである。自らの生命力を分け与える能力を持つ。作中でコミュニケーターのモデルは明言されていない。トアに限らず、三体のオリジナルドラゴンは、生みの親であるタナトスを「マザー」と呼称する。
名前の由来はジンが妹アイに送ったブレスレットに刻印された「From Jin To Ai」から。
ジンが遭遇したシャトル事故は、トアら三体のオリジナルドラゴンとシャトルとの接触によるもので、この事故の際にジンとレゾナンスした。タナトスからの命令で地球産ドラゴンをタナトスの下に連れ戻すことを目的としているが、アーシムに連れ去られ、火星に幽閉されたためタナトスとの交信が途絶えてしまい、地球産ドラゴンは不要と判断したタナトスが第4のオリジナル・オストルムを地球産ドラゴンの抹殺に向かわせることとなった。ジンによって火星から救出されるも、この頃からドラゴンの死の予兆である聖痕が体に現れ始めた。
一年後、火星の事件によりドラゴンが危険な物と認知されているために正体を偽り、ファミレスで働きながら生計を立てている。ライナ達を救出する際もジンと行動を共にするが、体の衰えが著しく、それを見たギオによってタナトスに連れて行かれる。しかし、タナトスとの融合よりもジンとの愛を優先するという「不可解な」現象を見たマザーに延命してもらい、ジンとともに地球へ戻ることができた。
ギオ
声 - 諏訪部順一
ISDA生態研究班の科学によって生み出された漆黒のドラゴン。ドラゴン時の角を剣として扱うことができ、またコミュニケーター時の身体能力も他のドラゴンとは比較にならないほど強力。
ドラゴノーツの隊員。本来はカズキのパートナーであるが、ジンと行動を共にすることになる。当初はジンと反発しあっていたものの、徐々に種族の違いを超えた友情を結ぶこととなる。
ギオという名前は、コードネーム「G-10」をカズキが「GIO(ギオ)」と読み間違えたことに由来する。
カズキがジンを守りたいという願望が具現化した姿だが、完全孵化する前にトアの咆哮による影響を受けたことで、レゾナンスにおいて絶対とされる、マスターの命令を無視できる特殊な例。カズキがジンと和解する際に、ジンはこのことを知る事となる。
カズキを裏切ったこと、危険分子のジンと行動を共にしていること、強力な力を持っていることから、終始ISDAに追われる身となってしまうが、リンドブルムユニットとは、ジルアード軍部という共通の敵を持ったことで和解している。
ジンとギオに執着するカズキに度々攻撃されるが、その度に退けている。
火星ではジンと協力し、囚われの身となっていたトアを救出できたが、残忍卑劣なアーシムに対する怒りで我を失い、火星を破壊してしまう。これによりドラゴンは、危険で不要な存在であるとの認識が世間に広まった。
一年後、隠れ家では家事全般を担当し、穏やかな日々を送っていたが、内心では自分がジンとトアの邪魔者になるのではないかと悩んでいた。その後、トアを救うために想いを押し殺してタナトスの後継者になることを選び、ジンの前に立ちはだかるも、最後にはジンの強い願いの前に折れ、タナトスの説得へ向かうことを決意する。
オストルムとは二度対決するが、二度とも完全な勝利を収めている。
すべての戦いが終わった後、タナトスの後継者として地球を後にし、宇宙へ向かった。

### 国際宇宙開発機関ISDA

#### ドラゴノーツ隊

##### リンドブルム・ユニット
カミシナ・ジン
主要人物の項を参照。
ジークリンデ・バウムガルド
声 - 水樹奈々
本作のサブヒロインの1人。ドラゴノーツ隊リンドブルム・ユニットの一員でアマデウスのパートナー。自分の使命を全うする事だけが存在意義と考える。幼いながらも類い希なる天才的な頭脳を誇り、9歳で大学に入学し在校中にドラゴノーツの隊員に抜擢された（大学は首席で卒業している）。しかし天才と呼ばれる故に周囲の学生からは敬遠され、他人に自分の素直な気持ちを表す事が出来ず孤独な人生を歩んでいた。そんな人生からかアマデウスとの関係はお嬢様と執事のようであり家族のようでもある。今の自分の居場所であるドラゴノーツやISDAに人一倍強い愛着心を持っており、仲間意識も強い。
名門のお金持ちで日本を含む各国に別荘を構えているが、厳格で、娘を後継ぎとしてしか見ない父親とは不仲。かつて「アマデウス」という名の愛犬を飼っていた。
文句を言いつつも「周囲の者達が出来の悪い連中ばかりだから自分が面倒を見てやらなくては」と思っている。なお、周りからはドラゴノーツ隊での生活を楽しんでいると思われている。
当初はドラゴノーツに刃向かうジンに反発していたが、月面都市で彼の優しさに触れたことで、少しだけ自分の気持ちを素直に表しており、ジンに対する心境が変わり始める。一方でドラゴノーツをやめたアキラには、反発し始めるようになる。
一年後、ドラゴンを処分しようとしたISDAに反発しISDAから追われる立場になる。ラウムに捕えられそうになるも、アマデウスが囮となり逃げ切る。その後ジン達と再会し、マキナ達の死の一端となっておきながらを自分達だけ平穏に生活していることに怒りをぶつけるが、ドラゴンを守りたいという思いで一致するジンと和解し、タルタロスに囚われているアマデウス達を救出した。最終決戦の際には、アキラとマキナの形をとってあらわれたタナトスに動揺し、アキラ達への愛情を見せた。
徐々にジンに惹かれていくが、素直に気持ちを表せない。いわゆるツンデレ。
アマデウス
声 - 丸山詠二
ドラゴノーツ隊リンドブルム・ユニットの隊員。大気、重力波など、波や振動といったものを発生させる能力を持つ。ジークリンデのパートナードラゴン。ジークリンデを「お嬢様」と呼び寄り添っている。ジークリンデがいなくなると自暴自棄になる一面を持っている。コミュニケーター時には老執事の姿をとっているが戦闘能力は高い。風のようなものを操り攻撃する。「アマデウス」は、ジークリンデの死んだ愛犬の名で、容姿は彼女の死んだ祖父。これらはジークリンデが幼少時に心を開いた数少ない存在である。
一年後、ISDAに反発したジークリンデと共に逃亡するもエクスフォードフォースに逮捕されタルタロスへ収納される。その後、タナトスを消滅させるウイルスの実験台となりかけるが、ジークリンデとノザキの活躍によって救出された。
ライナ・クロムウェル
声 - 竹若拓磨
ドラゴノーツ隊リンドブルム・ユニットのリーダー。リンドブルムユニットの作戦は、ほとんど彼が計画している。ドラゴノーツで、ハウリングスターのパートナー。端整な容姿から周囲の女性からの人気は高い。元々はアストロノーツで、タナトスの脅威が無くなったら宇宙へと飛び立つ事を夢見ている。ISDAに内密での行動も行う策略家でもある。
ジンの父親であるカミシナ・エイジは、アストロノーツ時代の先輩であり、3年前彼にドラゴノーツになる事を薦められた。
物語当初はリンドブルムユニットのリーダーとして、広報活動やドラゴンの処分、ジンとギオの捕獲など、ISDAの命令に疑問を感じながらも従っている節があったが、中盤からは反骨精神の強い一面が強調され、ISDAに反するような行動も躊躇なく行うようになった。
火星での事件から一年後、ドラゴン処分を強行しようとするISDAから離反、命を狙われる身となっていた。ISDAに捕まり、タルタロスに監禁されるが、ジークリンデやジンの救出により自由の身になる。その後も聡明な判断力を発揮して、ドラゴノーツ達を牽引しながら、タナトスとの決戦では、無数のブラックオストルムを相手に一騎当千の活躍を見せた。
ハウリングスター
声 - 杉田智和
ドラゴノーツ隊リンドブルム・ユニットの隊員。ライナのパートナードラゴン。ライナが尊敬しているカミシナ・エイジの若かりしころの姿をモチーフにしており、高速突進が得意。マキナからは「ハウル」の愛称で呼ばれている。髪の色は赤。スピリタスとは仲が良く、彼の事を実の弟のように思っていたが、最終的にはライナの命令で彼を殺めてしまう。デュエルスピアーというパルチザンのような武器を作り出す事が出来る。
ドラゴンを根絶やしにしようとするISDAに反発、ライナ達と逃亡生活を送っていたが、カズキらエクスフォードフォースに捕まり、タルタロスへ幽閉される。その後、タナトスを消滅させるウイルスの実験台となりかけるが、ジークリンデとノザキの活躍によって救出された。タナトスとの決戦では「ヒーローに戻った」喜びを噛みしめながら無数のブラックオストルムを撃破する活躍を見せた。
ソウヤ・アキラ
声 - 沢城みゆき
本作のサブヒロインの1人。ドラゴノーツ隊リンドブルム・ユニットの一員でマキナのパートナー。マキナとは性格も趣味も正反対だが、姉妹のように仲が良い。
東京の下町生まれで、地元の警察官に面倒を見てもらっていた。元々は警察官志望だったが、4年前にパイロットの適性があるとISDAからスカウトされアストロノーツ養成学校へと進学し現在に至る。ドラゴンとの関係について他のドラゴノーツとは異なる考えを持ち、現在のドラゴンと人間の関係には納得していない。
物語開始1年前にレゾナンスを行い、リンドブルムユニットの一員となる。何をとっても自分より優れたマキナに憧れと劣等感を抱いていたが、徐々に打ち解ける。正義感が強く仲間思いでライナとも気が合う。情に流されやすく、任務をしばしば無視する。ジンとの関わりを経て、彼が人間とドラゴンの関係に大きな変化をもたらす事を期待しており、密かにジンに便宜を図っている。ISDAがドラゴンを研究対象や道具として扱うことに反感を抱きドラゴノーツを辞める、ドラゴノーツとドラゴンの在り方を模索するようになる。火星では、トアをかばいガーネットに斬殺されてしまうが、ジンとトアの「結婚式」を行おうとするなど、二人の関係に指標を与えた。
遺体はマキナのものとともに火星の氷柱に眠っていたが、1年後突然目覚め、精神がタナトスの一部となる。

マキナ
声 - 後藤邑子
ドラゴノーツ隊リンドブルム・ユニットの隊員にしてアキラのパートナードラゴン。大気中の水分を自由に操る能力を持ち、コミュニケーター時は水を鞭のように扱う。アキラの考える理想の女性がモデル。
活発なアキラとは逆に清楚で貞淑な女性。アキラとは実の姉妹のように互いを大切に想い合っており、彼女の事を「アキラちゃん」と呼ぶ。他のドラゴンと異なる存在であるギオに対し興味を持っている。アキラのブレーキ役。
火星において、アキラの死を目の当たりにし暴走。凶悪な姿となって暴れまわるが、最後には瀕死の重傷を負いながらアキラの遺体を守り、崖下に落下し死亡。遺体はアキラとともに火星に安置されていた。1年後突然目覚め、その精神はタナトスと融合する。
ウィドー
エクスフォードフォースの項を参照。
アマギ・ケイイチ
声 - 宮下栄治
常にヘッドホンを所持している三白眼の青年。血色が悪く、病的な痩身をしている。リンドブルムユニットの一員だが、裏では、ジルアード軍士官のガーネット・マクレーンと手を組んでいた。これは、ドラゴンに触れることで、徐々に力に溺れていき、人を殺したいという欲望の方が強くなり、リンドブルムユニット本来の目的を見失い始めた時に付け入られたものと思われる。作中、その他のドラゴンやそのマスターにはこれらの症状はみられていない。発狂し精神が不安定になったことでコミュニケーション値が低下し、ドラゴン化したスピリタスに捕食されて死亡した。
精神疾患等の病歴を持ち記者が彼のマンションを訪ねた所、繊維片が見つかる。
スピリタス
声 - 匿名希望
ドラゴノーツ隊リンドブルム・ユニット隊員。長めの銀髪で少し色黒で長身の男性。身体に赤い刺青が入っている。性格は極めて無口。アマギのパートナードラゴン。手に電気を溜め爆撃を放つ事が出来る。
連続殺人事件を起こした張本人。シンクロ率が低く、人を殺す時には獣のような姿をしていた。トアを捕獲しようとした際に暴走し、パートナーのアマギを捕食して殺害。トアと交戦するも、ISDAが廃棄を決めたことでドラゴン化した親友・ハウリングスターの攻撃を受け、死亡。

##### ヴリトラ・ユニット
ハバラギ・イツキ
声 - 小野涼子
ドラゴノーツ隊ヴリトラ・ユニットのリーダー。タレ目で両目の下に小さい泣き黒子がある女性。ドラゴノーツの一人でパートナードラゴンはオトヒメ。L3ベースに所属していたが、オストルムの襲撃によって、弟と部下の隊員達を失い、オトヒメと共に地球へ脱出する。ヴリトラユニット壊滅後は、リンドブルムユニットに移管する。
ライナとは以前から面識があり彼を「ライナ様」と呼ぶ。
一年後、オトヒメと共に逃亡するが、ライナ達が捕まってゆく中、彼女もまた逃走中にエクスフォードフォースによって捕まり、タルタロスに収監されるが、ジークリンデのハッキング技術により救出された。
オトヒメ
声 - 小野涼子
ドラゴノーツ隊ヴリトラ・ユニットの隊員。イツキのパートナードラゴン。ハバラギ・イツキと同じ容姿をしており、傍から見れば双子のようである(両目の下にほくろはない)。ハバラギ同様、ヴリトラ・ユニットの壊滅後は、リンドブルム・ユニットに移管する。
一年後、ハバラギと共に逃亡するも、エクスフォードフォースによって捕まる。タルタロスへ幽閉される。その後、タナトスを消滅させるウイルスの実験台となりかけるが、ジークリンデとノザキの活躍によって救出された。
ハバラギ・ユウヤ
声 - 佐藤雄大
ドラゴノーツ隊ヴリトラ・ユニットの一員。ハバラギ・イツキの弟。襲撃を受けたL3ベースの崩壊時に、第4のオリジナルドラゴンであるオストルムと遭遇。その後生死不明。オストルムが地球に降り立つまでにオストルムとレゾナンスしたらしい。
漫画版には登場しない。

#### エクスフォードフォース
タチバナ・カズキ
声 - 柿原徹也／（幼少期）沢城みゆき
ジンの幼馴染で、ギオとのレゾナンスを経てドラゴノーツとなった少年。リンドブルムユニットに所属しており、ドラゴノーツのエースであるライナに憧れと尊敬の念を抱いて、豊富な経験と実力を持つ人間を目指し日々努力している。
シャトル事故以来ジンとは疎遠となっていたが、ジンがドラゴノーツのパイロット候補に選ばれたことで、「Dプロジェクト」を通じて再会する。しかし、ISDAに反感を持つジンとの関係は冷ややかで、パートナードラゴンのギオが自分よりジンに協力的であることや、リンドブルム・ユニットで2線級の扱い（出撃可能な他のパイロットとは違い、待機状態）をされたことによる屈辱からジンに対し憎しみを抱くようになる。
以後は大人しい雰囲気であった髪型を自分で攻撃的な髪型へ変え、性格も苛烈になっていく。協力する姿勢を見せたウィドーを利用し、ギオを取り戻そうと様々な手段に出るが、ギオはジンをパートナーに選んだため完全に決別。それからはジンを殺すことに異常なまでの拘りを見せるようになる。サカキの言葉を拡大解釈して過剰な自信を抱き始め、遂にはISDAの任務までも妨害し、リンドブルム・ユニットのメンバーも躊躇なく攻撃しようとしたが、アキラを守ろうとしたジンとギオによりコクピットから吹き飛ばされ、海に落ちて重傷を負う。
一年後、ウィドーに助けられ一命を取り留めたものの、未だ傷跡の残る眉間に眼帯を付けており、新しく設立された隊・エクスフォードフォースの隊長に就任。ベイゼル・サカキの命令により、ライナをはじめとするリンドブルム・ユニットを捕縛すべくその行方を追っている。ウィドーの死により、自分の大切なもの(ウィドー、ジン)に気づき、ジンと協力する、ジンを守ることに目覚める。タナトスとの決戦の際には、かつてのようにジンを最後まで信じ続け、地球に残ったメンバーに的確な指示を送った。
演歌が好き。
ウィドー
声 - 千葉紗子
ドラゴノーツ隊リンドブルム・ユニットの隊員で、ミステリアスな雰囲気を持つ女性。能力はピアノ線のような鋼鉄線。ピアノを得意とし、その腕をバーやカフェで披露している。ギオを奪われたことで傷ついたカズキの元に現れ、手を差し伸べる。かつて自分のパートナーであるジャックを失っており、パートナーの死後も自我を保つ稀有な存在として、ISDA基地内で研究素材となっていた。本来の名前があったらしいが、ジャックを失って以降はウィドー（未亡人）と呼ばれている。
カズキの事が気になっており、だんだん過激になるカズキのやり方に疑問を抱きつつも従っている。
アヴニールの打ち上げの際にジンと対峙するが、アキラとマキナの攻撃で隙をつかれてしまい、ジンとギオに倒され、コックピットの爆発に巻き込まれる。
一年後はカズキのパートナーとしてジン達の行方を追っている。カズキへの想いは徐々に好意へと変わり、彼のためならば命をも投げ出す覚悟であるが、当のカズキからの扱いは一層手厳しいものになっている。勘が鋭いため、ギオがカズキの事を拒絶している理由がトアにあると見抜いている。終盤で死期を悟り「カズキとレゾナンスしていれば長く一緒にいられた」と言い残しカズキの目の前で消滅する。そのことが、カズキを改心するきっかけを作ることになった。

#### オペレーター
クラタ・サキ
声 - 福井裕佳梨
ISDAドラゴノーツ基地のオペレーター。リョウコとは対照的に仕事を迅速にこなし、対応も早い。リョウコ、メグミの中ではリーダーシップを発揮する。
アニメでは、オペレーター三人組の中で唯一、外出しているが、ドラマ&キャラクターソングvol.3では、司令室にこもりきりではいやという理由で、リョウコとメグミも一緒に休暇として外出していた。
緊急時はクナイを武器にする。
一年後、ISDAにとどまっているものの、ドラゴンを捕獲しようとするベイゼル・サカキに疑問を抱き、指導者の座を奪われたキリルと共に行動する。
カズキに好意を持っている。
カケイ・リョウコ
声 - 小林ゆう
ISDAドラゴノーツ基地のオペレーター。大雑把で細かい仕事はメグミに押し付けている。のんきな性格で仕事嫌い。楽な仕事だと思ったからここの部署を希望した。
格闘技に精通している。
一年後、ISDAにとどまっているものの、ドラゴンを捕獲しようとするベイゼル・サカキに疑問を抱き、指導者の座を奪われたキリルと共に行動する。
ジングウジ・メグミ
声 - 中村知世
ISDAドラゴノーツ基地のオペレーター。のんびり屋でマイペースだが、時々裏に隠された真実に気付くような鋭い洞察力を時折見せる。オペレーター三人組の中で戦闘力が低くレパートリーがないため、緊急時には、フライパンを持ちだして応戦した。
ISDAの広報活動をする為にラジオ放送する事が目標。
一年後、ISDAにとどまっているものの、ドラゴンを捕獲しようとするベイゼル・サカキに疑問を抱き、指導者の座を奪われたキリルと共に行動する。

#### 生態研究班
キタジマ・ユウリ
声 - 浅野まゆみ
ISDA所属、ドラゴン生態研究班の副主任。コウとは元恋人の関係。シャトル事故の真相を知る数少ない人物。2年前のシャトル事故の調査でアトルムと呼ばれるオリジナルドラゴンを発見するも逃げられている。名声欲が強く、学会に自分を認めさせようと地球外生命体であるドラゴンの研究に執念を燃やしている。オリジナルドラゴン捕獲と研究にも激しい執着心を抱き、ドラゴンに対しても「実験材料」と称している。そのためアキラからは反感を抱かれている。実はアトルムとレゾナンスをし、アトルムはノザキ・カスガとなっている。
一年後、秋葉原に拠点を置き、ノザキと共にタナトスの研究および、ISDAの動向調査を行っている。
ホシ・ナナミ
ジルアード軍の項を参照。
ノザキ・カスガ
声 - 郷田ほづみ
ISDA所属ドラゴン生態研究班の主任。ドラゴンの生態研究の功労者。協力的な態度をとってはいたが、本心ではユウリとは対照的にドラゴンについて深く研究することには反対しており、アキラ同様、人間とドラゴンの共存を望んでいる。
その正体は、長年行方が分からなくなっていたオリジナルドラゴンの一体であるアトルム。ユウリが発見した際に彼女とレゾナンスして、コミュニケーター（人形態）への変身能力を得た。その後はISDAに協力して、同胞であるラウム（後に彼女の抜け殻を自らの手で廃棄。本体はベイゼル・サカキの娘であるローラ）を元に地球産のドラゴンを生み出し、後に地球へ襲撃してきたオストルムから自分の子供同然の存在であるドラゴン達を守るべく、自らの真の姿をユウリ達に明かし、オストルムと交戦する。
アヴニール打ち上げの際、ドラゴンの卵を孵化させる自らの使命を全うするべく、地球に残る道を選んだ。
一年後、ISDAを辞め、キタジマと共に独自にISDAの動向を調べながらタナトスに対する対策を模索している。サカキとローラの消滅後、抗タナトス因子を受け継ぐ。そして、ジンがタナトスに引き返す途中、トアに人間とドラゴンの共存を託し、多数のオストルムとともに消滅、タナトスへの活路を開いた。
漫画版には登場しない。

#### 上層部
ベイゼル・サカキ
声 - 中田譲治
ISDA、D計画のスタッフ。ドラゴノーツの現場指揮官。打倒タナトスに固執している。妻子持ちであったが、家族は2年前のシャトル事故によって還らぬ人となった。
自らと通じるところを見つけたのか、カズキの命令違反や明らかな越権行為を度々不問にしている。結果としてそれが、カズキの暴走を助長してしまい、一歩間違えば惨事という事態にまで至ることとなる。
一年後、リンドブルム・ユニットの行方を追い、ジルアードとの関係を修復すべくISDAの長として勤めている。しかし、娘の正体が、オリジナルドラゴンであるラウムだとエクスフォードフォースに知られてしまったのを機にISDAに反旗を翻し、すでにISDAに離反したジンと共に行動する。ISDAにさらわれたローラを救出後、致命傷を負うが、最後の力でジンとカズキを宇宙に向かわせ、ローラと共に消滅する。
キリル・ジャジエフ
声 - チョー
対タナトス計画Dプロジェクトの総責任者。額に大きな傷跡が残っている。口が軽く、場をわきまえない発言をすることが多々ある。スピリタスの事件により、一般人にドラゴンを目撃されてしまった為、タナトスやドラゴノーツ隊の存在を発表した。ただし、ISDAに非協力的なジンへの報復措置かどうかは不明だが、もう隠す必要がないはずのシャトル事故の真相は公表しなかった。
タナトスに戦争を仕掛けるような発言をし、市民から批判を浴びている。
一年後、書類上では栄典を得るも、事実上かつての立場を更迭され、酒に溺れた生活を送っている。サカキに反旗を翻したオペレーター三人組と共にジン達の行方を追っている。最終決戦ではカズキやリンドブルム・ユニットと共闘した。
漫画版には登場しない。

#### ISDA協力者
ヨナミネ・コウ
声 - 楠大典
ルポライター。ユウリとは元恋人の関係だった。ヘビースモーカー。ジンに執拗に迫り、彼がドラゴノーツと関与してからも常に追い回す。後に、ジンのギオとの合流にも、何故か手を貸している。
正体はISDAの特務調査員になりすまし、潜入調査を行っていた国際連合宇宙開発監視機構の監査官である。ライナ・クロムウェルやISDAに情報提供している。一年経っても相変わらずジン達やキタジマに対して協力的立場を取っており、捕縛されたライナ達を救出すべく彼らと共に行動を開始する。
漫画版には登場しない。
ローラ
声 - 沢城みゆき
ベイゼル・サカキの娘。2年前のシャトル事故により還らぬ人となる。以降幻のように度々サカキの前に現れる。
現在のローラはオリジナルドラゴンのラウム。2年前の事故の直後に脱皮し、その抜け殻をサンプルに仕立て上げたため、サンプルが廃棄処分された後も生きていた。ローラの敵であるラウムがローラの姿をして現れるという皮肉は、サカキの心に深い苦悩をもたらす。
火星壊滅から1年後は、ドラゴノーツ隊メンバーの捕縛任務にあたっているが、自分の正体が、エクスフォードフォースに知られ、父であるベイゼル・サカキと共にISDAに反旗を翻す。ISDAに捕らえられた後、抗タナトス因子を植え付けられるが、サカキに助けられ、共に消滅する。植え付けられた抗タナトス因子は、ノザキ・カスガが受け継いだ。
漫画版には登場しない。

### ジルアード新首長国

#### ジルアード王家
アーシム・ジャマール
声 - 宮野真守
ジルアード新首長国第2王子。色黒で、白銀の髪で三つ編にしている。地球出身で火星に建てた宮殿に軍隊を構えて鎮座している。第1王子をガーネットに始末させたため、王位継承権を持つ。ジルアード軍事・宇宙部門のトップに立つ人間で、ジルアードが宇宙へ軍拡しているのも彼の強い執着心からによる。国王も息子の可愛さゆえに彼の暴走を止めることができない状態である。
強欲で、自らが欲したものは手段を選ばず手に入れ、完全に支配下におきたがる性格。ガーネット・マクレーンの上司であり、ISDAにホシ・ナナミをスパイとして送り込んだ張本人。トアを手に入れたことがきっかけで偶然にもオストルムを呼び出してしまう。
物語開始15年前に密林に迷い込んでいた時に眠っていたガーネットと出会う。
マキナを暴走させた事に激昂したギオと戦い、その末にギオに倒され死亡したはずだが、一年後、ガーネットに守られながらタナトスと融合し、その一部となった。
ジルアード国王
声 - 木村雅史
アーシムの父親。ジルアードの王だが、アーシムに政権を委ねている。アーシムの死後、ISDAと手を組み王としての責務を担っている。また、アーシムの悪事を知ってからは彼を見限る冷酷な面も。

##### ジルアード軍
ガーネット・マクレーン
声 - 平野綾
ジルアード軍の女性士官で階級は少佐。緑の右目と赤の左目を持つオッドアイを持つ。濃い褐色肌に派手なメイク、そして爆乳という極めてセクシーな容姿で、軍服を着ていなければ軍人とは思えないほど。性格は上目線で常に高慢。また非常に好戦的ではあるが策謀にも長け、冷徹な一面も持ち合わせる。自身で刀を用いて闘うほか足技も得意。
ISDAに所属しているアマギ・ケイイチと手を組み、スピリタスを使って連続殺人事件を起こさせる。しかし、アマギがドラゴン化したスピリタスに殺されたことは知らない。国籍不明でジルアード国民でもないが軍の士官に抜擢したのはジルアードの第2王子・アーシムである。ISDAの発展に協力する反面、ドラゴノーツ嫌いという一面を見せる。地球産ドラゴン入手の目的も、ISDAの戦闘行為も全て彼女の命令によるもの。アーシムを慕っている。
正体はアーシムとレゾナンスしたドラゴン。なぜかCSSの作動した空間内でも超人的な力を発揮できた。アーシムと共にマキナを暴走させた事に激昂したギオと戦うが、真の力を発揮したギオに倒される。その後アーシムと共にタナトスに融合し、その一部となる。
ホシ・ナナミ
声 - 仙台エリ
ISDA所属ドラゴン生態研究班に所属するキタジマ・ユウリのアシスタント。常に笑顔を絶やさない。キタジマをなだめたりするお茶目な一面もある。
実はジルアード軍のスパイであり、5年前にキタジマの元へ現れた。トアを手に入れるべく、トアの研究を中止にされて落ち込んでいるキタジマを唆す。アルブム強奪後、ジルアード軍に復帰したがキタジマに対する情がまだ残っており、オストルムの襲撃で壊滅寸前に追い込まれたISDAの危機を救うためにトアを脱出させようとするが、背後からガーネットに射殺されてしまう（以前からアーシムに気に入られており、ガーネットの嫉妬を買ったことも理由）。

### タナトス
タナトス（マザー）
声 - 土井美加
オリジナルドラゴンに行動指示を出していた地球外生命体。ラウム、アトルム、アルブムを地球に送り込み、他のドラゴンを回収するためにタナトスが送り込んだ。
オリジナルドラゴンからは「マザー」と呼ばれ、人間達の間では「タナトス」と呼ばれている。トアと交信が出来なくなってしまったことで、地球を排除の対象と判断し、新たにオストルムを送り込んだ。意識の集合体であり、死亡したソウヤ・アキラ、マキナ、アーシム・ジャマール、ガーネット・マクレーンはタナトスの意識の一部となった。
初めは人間を滅ぼすことを目的にオストルムを送り込む。その後は人間と融合する事を望み、世界人口と同数のオストルムを送り込み、レゾナンスによってすべての人類と融合しようとした。一方で、ジンやトアとも融合しようとするが、愛という未知の感情を理由に融合を拒絶されたため、融合が絶対的でないことを悟り、地球を後にした。
漫画版にも登場しているが、ドラゴンを地球に送った張本人として描かれているため、同一かどうかは不明。最後は、カミシナ小隊の一斉攻撃を受け、地球を道連れに自爆しようとしたが、ジンとベルルムによって阻止された。

#### オリジナルドラゴン
アルブム
主要人物のトア参照。
アトルム
2年前のシャトル墜落直後に空島で発見されたドラゴン。ノザキ・カスガが変身した姿と推測されている。発見と言えど、その実物はキタジマ・ユウリしか目撃していない。このドラゴンがシャトル事故の原因だと推測されていた。
コミュニケーター（人形態）については、生態研究班のノザキ・カスガの項を参照。
ラウム
オリジナルドラゴンの一体。ISDAに捕獲され、抜け殻をドラゴノーツの使用する人造ドラゴン製作のためのサンプルにしていたが、同じオリジナルドラゴンであるアトルム（ノザキ・カスガ）によって廃棄された。
コミュニケーター（人形態）については、ISDA協力者のローラの項を参照。
オストルム
声 - 岩崎征実
地球産ドラゴンを抹殺するために地球に送り込まれた4体目のオリジナルドラゴン。ISDAのL3ベースを破壊し、ヴリトラ・ユニットを壊滅させて地球に降下したが、自分でも気付かない内にレゾナンスをしており、コミュニケーターなる事が可能となった。誰とレゾナンスしたかについては不明（ハバラギ・ユウヤが有力）。レゾナンスをしても人間への敵意は変わらず、他のドラゴンの攻撃をものともせず、体から発せられる高熱を操り、リンドブルム・ユニットに大損害を与える。その後、駆けつけたアトルム（ノザキ・カスガ）やオトヒメ、ギオの連携で地球圏外で爆発し消滅する。
その後、人類との融合を望んだタナトスから無数のオストルムが出現。人間とレゾナンスすると着ている服が黒くなる。タナトス内でギオと対峙するも、タナトスの後継者としての力を得たギオに再び敗北。ギオ達と違い、レゾナンスしながらも心を持たなかった自身を嘲笑し、再び消滅した。
漫画版には登場しないが、似たようなキャラとしてベルルムが登場する。

### 国連
ヨナミネ・コウ
ISDA協力者の項を参照。

### その他

#### 月
シェリー
声 - 水野理紗
月に暮らしている女性。月で落ち込んでいたトアを介抱した優しい心の持ち主。カフェを経営している。過去に愛する人を亡くした経験から、ジンに会う事を躊躇っていたトアに、会いに行くよう後押しした。
漫画版には登場しない。

#### カミシナ家
カミシナ・エイジ
声 - 杉田智和
ジンの父親にしてISDA029便行きシャトルの機長。人類初の火星有人着陸に成功した。宇宙をこよなく愛していたが、2年前の事故で還らぬ人となる。事故の真相はISDAにより隠匿されたために、事故の原因は彼の操縦ミスによるものとなってしまい、真相を知らない一般人からは犯罪者同然の扱いをされている。
ライナはアストロノーツ時代の後輩にあたり、ドラゴノーツやDプロジェクトの存在を知っていただけでなく、ライナにドラゴノーツになる事を薦めたのも、他ならぬエイジである。守るべき家族の存在を挙げ、アストロノーツとして優れた能力、経験をもちながら彼自身はドラゴノーツに加わらなかった。
漫画版には登場しない。
カミシナ・ミホ
声 - 水樹奈々
ジンの母親。子供を可愛がっていたが、シャトル事故で死亡。
漫画版には登場しない。
カミシナ・アイ
声 - 後藤邑子
ジンの妹。2年前のシャトル事故により還らぬ人となる。兄弟関係は良好だった。
彼女が身に着けていたブレスレットの欠片の半分はジンにとって唯一の形見となっており、もう半分はトアが所有していた。

#### バウムガルド家
ヴィルヘルム・バウムガルド
声 - 宮澤正
ジークリンデの父親。家名を重んじる厳格な性格なため、父娘間の仲はあまり良くない。しかし、本心では彼女を娘として大切に思っている。
漫画版には登場しない。
ヨハン
声 - 川本成
バウムガルド家の執事。
漫画版には登場しない。

## 用語

### 組織
ISDA太陽系開発機構
International Solarsystem Development Agencyは各国の宇宙開発機関を統合整理し発足した国際太陽系開発機構。新小笠原を拠点とし、月面都市の展開や世界各地にシャトル打ち上げ施設等を建造している。ドラゴノーツの研究および、パイロットの育成をしているが、兵器の開発はしていない。
他にも発電所、宇宙関連施設、生態研究など宇宙に関する設備が整っており、発電所の地下にはドラゴノーツ基地がある。
一年後は、ドラゴノーツ隊・生態研究班らが、ドラゴンを捕獲されるのを危惧したためISDAをやめており、オペレーター三人組・キリルらは、事実上サカキに反旗を翻し分離。ローラの正体がエクスフォードフォースに知られてしまい、サカキも反旗を翻したため、カズキらエクスフォードフォースのみとなってしまった。しかし、ウィドーの消滅でカズキが改心し、事実上ISDAは、エクスフォードフォースと分離する形になった。
アストロノーツ養成学校
主にISDAへの就職を目標としている者達の育成を担う養成所。
生態研究班
科学者の力を結集し、ドラゴノーツを研究している科学者の集団。
ドラゴノーツ隊
ドラゴノーツのパイロットが所属する隊。タナトス接近に対する総合対策チームだが、ドラゴノーツ隊員はパイロットを支持し、いくつかの小隊に分けられる。パイロットはドラゴンと共鳴に成功することで、ドラゴノーツ隊として認められ、その能力やドラゴンの属性は身体能力や超能力にも影響をおよぼす。
リンドブルムユニットとヴリトラユニットなどはこれに当たり、世間一般では宇宙飛行士とされていた。運動能力や何らかの技術を持った優秀な者達をスカウトしている。
ヴリトラユニット
ISDAに所属する隊。リーダーはハバラギ。
リンドブルムユニットに代わってDプロジェクトの推進をしていたが、タナトスから飛来した第4のオリジナルドラゴンオストルムの衝突による爆発事故でハバラギ・イツキ、オトヒメ以外のメンバーの消息は不明。
隊の名称の由来は、インド神話において竜に姿を変えた神、『ヴリトラ』から。
リンドブルムユニット
ライナ・クロムウェルを筆頭としたドラゴノーツ隊。タナトスが国民に知られてから、今までの訓練や任務を活かし本格的に活動し始める。Dプロジェクトの推進を最優先事項とする。
隊の名称の由来は、欧州地方に伝わる竜、『リントヴルム』から。
国際連合宇宙開発監視機構
ISDAと捜査契約をしており、現在の日本の警察に該当する。
エクスフォードフォース
火星が破壊された後に設立された。逃亡したドラゴンの捕獲とドラゴン種の危険の封殺に尽力を上げることと、そのための技術を所持していることを公表した。
ジルアード
正式名称はジルアード新首長国。オイルダラーを礎とした王国制の新興国家。国土自体は極めて小さいものの、宇宙開発に際して人材を輩出し、財政基盤は大きい。
12年前からISDAに協力しており、表向き非武装を公約としていたISDAの対テロ警備などを請け負っている。月資源の採掘権の獲得、火星開発への優先着手といった面でも新たな財政源を獲得している急進国家。主に第2王子アーシムの宇宙、軍事開発への執着が理由とされている。他にも火星の地下に眠る氷を溶かした温泉があるなどその大きさは計り知れない。
タナトスから飛来したオリジナルドラゴン（オストルム）による新小笠原関連の事件により、ISDAとの関係は致命的なものとなる。しかしアーシム王子の死後、ジルアード国王が権力を握り国自体の経済力も以前より発展し、ISDAとの険悪な雰囲気も修復しつつある。
ジルアード軍
ISDAに協力的だが、それはあくまで表面上であって、真の目的はISDAからレゾナンスの術式を得る事。また、ISDAの最新科学で生み出したギオを手に入れるためジンを追っている。カミシナ・ジン関連の事件で、ISDAとの関係は悪化している。独自にアガシオンと言うドラゴンを所有している。
また、ジルアード軍独自の特殊繊維の研究を行っている。この繊維を使用した防弾スーツを着用することで、一見普通の制服でありながら、常に重装備の防弾服を着ているのと同じ状態になる。特殊繊維の中でも最も高価な種類であり、ジルアード仕官にしか着用は許されていない（ただし、ホシ・ナナミは王子に名前を覚えられるほどの地位にいながら銃殺されたため、通常の軍服と、防弾用の軍服の二種類があり、有事の際にのみ後者を着用すると思われる）。

### 機械
ISDA029便
2年前にジンの父親・カミシナ・エイジが機長を務めていたISDAの月~地球間長距離シャトル。小笠原宇宙空港から離床し、上昇中に墜落してしまう。多くの人々が搭乗していたが、カミシナ・ジンを残し全員死亡した。「シャトル事故」の項も参照。

### ドラゴン関係
アガシオン
ジルアード軍所有のドラゴン。しかしガーネット・マクレーンには「紛い物」と呼ばれており完全なドラゴンよりは劣っている。地球産でジルアード軍が独自に複数生産している（呼称は「アガシオンA」、「アガシオンB」）。コミュニケーター状態はあるが、アクチュアライズは出来ない。
腕と膝に昆虫の足のような爪を持ちそれが伸びることで相手を捕らえる。戦闘中はドラゴノーツのようなパイロットはおらず離れた場所で回路を用いてコントロールする。そのため、回路が破壊されればコントロール不能になり暴走してしまう。
アクチュアライズ
パートナードラゴンが、コミュニケーター（人形態）からドラゴン形態に変化する事。ドラゴン形態に変化するには、許可が必要となる。
オリジナルドラゴン
タナトスの一部を駆使して造られたドラゴン。マザーからの命令（オリジナルドラゴンを連れ戻す事）を終えた時、死を迎える運命になる。
コミュニケーター
ドラゴンが人間と交流するために必要な器官。人間とレゾナンスすることで、その人間が持つ願望や理想を元に形成する。元々は、タナトスが望む容姿にならなければならない。人間達の間では、ドラゴンの人形態の通称としている。
ドラゴン
タナトスからやってきた4体のオリジナルドラゴンと、ISDAによって生み出されたドラゴノーツの隊員を指す。人間と違って寿命は遥に永いが、個体としての死が迫ると聖痕が現れる。死が近づくに連れ、その光を増して行く。
マスターが死亡した場合、レゾナンスコネクトが正常に機能しなくなり、コミュニケーター（人形態）を維持出来ずにドラゴンが本来持つ凶暴性に支配されるが、多少であれば理性を維持できる。完全に理性を取り戻すにはある程度のダメージが必要。（ウィドーやギオの場合を除く）。ウィドーのように理性を維持した場合、レゾナンスコネクトが機能しなくなってから数年以上経つと自然に消滅する。
ギオ曰く、人形態での衣服は皮を変換したものでありイメージ通りに作れられ、使い捨てるものである（＝脱皮）。（ドラゴノーツ ドラマ&キャラクターソングvol.1より）また、別の服に着替えるごとく服を変換する時は、体から光を発する（第7話より）。漫画版では、アニメ版とは違う服装になる事がある。

### ドラゴノーツ関係
ドラゴノーツ
高い知能と絶大な攻撃力を誇る生命体で、人類の存続を守るために開発された。最初のものは小笠原沖深海から卵の状態で発見され、ISDAによって育成された。人間と区別するために、パートナーである人間は一員と呼び、自身は隊員と呼ぶ。人間の事を指す場合はマスターと呼称している。
ドラゴノーツの存在は当初、国民に知られていなかったが、スピリタス関連の事件によって、止むを得ずISDAがドラゴノーツやタナトスの存在を発表した。
レゾナンス
ドラゴノーツ隊に入団するためのテスト。ドラゴンと人が繋がり共鳴すれば、ドラゴノーツの一員になる事ができる。ただし、卵の状態での共鳴が失敗すると、パートナーになる人間は破裂して死んでしまう。欲望などでドラゴンとの共鳴が上手くいかなくなると、暴走してしまう（スピリタスの場合など）ため、レゾナンスコネクトは重要なコントロール方法である。パートナーであるマスターの命令は絶対（漫画版では、この点がより忠実に描写されている。）であるが、何故かジンとギオの場合のような例外も存在する。ドラゴンの暴走を抑えるのはパートナーである人間の役目であり、パートナーが死亡した場合、レゾナンスコネクトを失い暴走したドラゴンはISDAによって廃棄される。ただしウィドーのようにパートナーが死亡しても暴走しない例外も存在する。なお、レゾナンスする際に全裸にならなければならない（例外は、アーシムとガーネット）。「レゾナンスの術式」と呼ばれる、レゾナンスの安全な方法をISDAは独自に確立しているが、レゾナンスする張本人達はその仕組みを理解しているわけではないようである。
Dプロジェクト
ドラゴノーツによってタナトスを直接破壊する計画。名前こそは発表されているものの、その詳細については一般には公表されていない。

### 施設・地名
新小笠原
数十年前に浮上した新島群で、小笠原列島よりさらに南に位置し、陸島、海島、宙島の3島から成り立つ。ISDAの主導により開発され、現在は宇宙港を軸とした都市島を形成している。日本領ではあるものの、事実上の治外法権都市で、治安管理等はほぼISDAが請け負っている。
新型ドラゴンの出現（オストルム）により、瓦礫の山と化した。
新小笠原宇宙港
カタパルトから発進するシャトルに乗り込むための空港。対テロ警備、検疫は厳重に行われているが、民間人が宇宙に出るには非常に高コストであるため、利用人数は少なく、空港としての規模自体は大きいものではない。
新小笠原ターミナルシティ
陸島の主要施設の集中した都市の居住区。
シャトルカタパルト
新小笠原における最重要施設。大気圏を離脱するシャトルをラムジェットの始動速度まで加速し放出する、長大なリニアレール・カタパルト。通常直線が最適だが、地理条件的に不可能なため円周路となっている。レール上で音速を突破し、衝撃波を出しながら疾走する様は観光名所となっている。
タルタロス
ISADの極秘施設。ドラゴンの廃棄場所として使われ、不適格とみなされたドラゴン達の骨が数多く残っている。正式名称は第二破棄試験島タルタロス。CSS電磁シールド（下記参照）と呼ばれる結界が張り巡らされ、脱出不可能となっている。

### その他
新小笠原事故
オリジナルドラゴン（オストルム）とISDAの闘いで新小笠原が犠牲となった事件。島全体が紅蓮の炎に包まれ、死者も数万人出た。
シャトル事故
2年前にカミシナ・エイジが機長を務めていたISDA29便が墜落し、客乗員48名が死亡した事故。月へ行くという憧れを持った多くの人達が搭乗するも、発射から数分後にシャトルは海面へと落下し墜落する。人々の遺体の大半は発見されず、世間一般には、事故は機長の操縦ミスが原因だと報告されている。実際はタナトスから飛来してきた地球外生命体・ドラゴン（トア）が原因。ドラゴンとシャトルが激突したことで、シャトル事故が発生した。政治的理由からこのことはドラゴノーツが一般人に目撃されるまで公に公表されず、ISDAやごく一部の者しか知らなかった。
タナトス
冥王星宙域より、地球へと迫り来る直径1000kmにもおよぶ超巨大隕石。20年前に発見されたと同時に冥王星を消滅させた。惑星をも凌ぐ質量を持つ。現在、旧冥王星軌道上に停滞しているが、その軌道を外れた場合、やがては地球に到達し、地球もまた冥王星と同じ運命になると推測されている。
CSS（アクチュアライズ防止電磁波）
コミュニケータ-がアクチュアライズをする際にそれを妨害する電磁波。これによってコミュニケーターはドラゴン形態に変化できなくなりそれが強力であればあるほどコミュニケーターの状態にも影響が出る。例えばコミュニケーターの戦闘能力も落ちる。
コミュニケーターの捕獲やレゾナンスの際のコミュニケーターの暴走防止に使われている。
ノザキ・カスガが開発したCSS中和装置で、CSSを中和し、コミュニケーターの戦闘能力がそのままにできる。しかし、異空間に格納してあるドラゴンには作用せず、ドラゴン形態に変化することはできない。ローラにもCSS中和装置を持っている。
Type-X弾
ミサイルに搭載された特殊大量破壊兵器。対ドラゴン用として用いられる。開発したのは、ISDAとされていたが元々はジルアード軍が研究したものであった。破壊力は島一つ分吹き飛ばす程。

## スタッフ
- 原案 - 宮崎真一
- 監督 - 小野学
- キャラクターデザイン - うのまこと
- ドラゴン&メカデザイン - 石垣純哉
- ドラゴンデザイン協力 - D.K
- メカ・プロップデザイン - 大河広行
- セットデザイン - 青木智由紀
- 色彩設計 - 古市裕一
- 総作画監督 - 坂崎忠
- 美術監督 - 市倉敬
- 撮影監督 - 北岡正
- 編集 - 三嶋章紀
- 音楽 - 山下康介
- 音響監督 - 鶴岡陽太
- プロデューサー - 三宅将典、三浦直樹、永井理
- アニメーション制作 - GONZO
- 製作 - NAS、コナミデジタルエンタテインメント、GDH

## 主題歌
発売元はコナミデジタルエンタテインメント、販売元はソニー・ミュージックディストリビューション

### オープニングテーマ
「perfect blue」（第1話 - 第24話）
作詞・作曲・編曲 - Jazzin' park / 歌 - ATSUMI
- 第25話ではエンディングテーマとして使用。

### エンディングテーマ
「Rain Of Love」（第1話 - 第13話）
作詞 - 藤林聖子 / 作曲・編曲 - 高木洋 / 歌 - 福井裕佳梨
「FIGHT OR FLIGHT」（第14話 - 第24話）
作詞 - 佐藤美記子 / 作曲 - IPPEI / 編曲 - HΛL / 歌 - 小林ゆう

## 各話リスト
| 話数 | サブタイトル                | 脚本     | 絵コンテ        | 演出       | 作画監督                              |
| ---- | --------------------------- | -------- | --------------- | ---------- | ------------------------------------- |
| 1    | 共鳴 -つないだ手-           | 前川淳   | 小野学          | 林直孝     | 坂崎忠                                |
| 2    | 逢瀬 -動き出す世界-         | 前川淳   | 小野学          | 山名隆史   | 山本晃宏                              |
| 3    | 覚醒 -集いし翼-             | 前川淳   | 小野学          | 水本葉月   | 小島彰                                |
| 4    | 飛翔 -青の果てへ-           | 前川淳   | 須永司          | 篠原俊哉   | 野崎真一                              |
| 5    | 交錯 -降り出した雨-         | 前川淳   | 名村英敏        | 菊池勝也   | 金子ひらく                            |
| 6    | 再会 -惹かれあう想い-       | 前川淳   | 日高政光        | 吉田秀之   | 清水慶太                              |
| 7    | 追憶 -水面に映りし心-       | 前川淳   | 須永司          | 瀬藤健嗣   | しんごーやすし                        |
| 8    | 別離 -虚空よりの響き-       | 前川淳   | 小林孝志        | 小林孝志   | 山中正博                              |
| 9    | 決意 -疾風を越えて-         | 広田光毅 | 日高政光        | 山崎茂     | 才木康寛                              |
| 10   | 真実 -砕けた鏡-             | 前川淳   | 西本由紀夫      | 西本由紀夫 | 小林利充                              |
| 11   | 鳴動 -真実を求めて-         | 前川淳   | 関野昌弘        | 関野昌弘   | 山本晃宏 小林理                       |
| 12   | 強襲 -灼熱の使者-           | 宮崎真一 | 渡辺哲哉        | 畠山茂樹   | 森田岳士                              |
| 13   | 光臨 -示された道標-         | 前川淳   | 名村英敏        | 林直孝     | 小島彰                                |
| 14   | 朋友 -違えし未来-           | 前川淳   | 大橋誉志光      | 山名隆史   | 野崎真一                              |
| 15   | 抱擁 -呼び合う者達-         | 廣田光毅 | 大森英敏        | 吉田秀之   | 清水慶太                              |
| 16   | 慟哭 -引き裂かれた運命-     | 前川淳   | 須永司          | セトケン   | しんごーやすし                        |
| 17   | 咆哮 -明星の燃えしとき-     | 宮崎真一 | 須永司          | 菊池勝也   | 山中正博                              |
| 18   | 平穏 -仮初めの日常-         | 森田繁   | 日高政光        | 畠山茂樹   | 森田岳志 渡部穏寛 北條直明            |
| 19   | 家族 -温もりの欠片-         | 砂山蔵澄 | 須永司          | 友田正晴   | 氏家嘉宏 都竹隆治                     |
| 20   | 奪還 -断ち切られた絆-       | 樋口達人 | 名村英敏        | 市村徹夫   | 野崎真一 小林理                       |
| 21   | 決別 -継承せし者-           | 東川育子 | 小林孝志        | 小林孝志   | 山本晃宏 小島彰                       |
| 22   | 襲来 -審判の時-             | 森田繁   | 渡辺哲哉 小野学 | 吉田徹     | 清水慶太 中澤勇一                     |
| 23   | 散華 -悲しみと希望と-       | 樋口達人 | 米たにヨシトモ  | 水本葉月   | しんごーやすし                        |
| 24   | 逆鱗 -消えゆく明日-         | 砂山蔵澄 | 名村英敏        | 畠山茂樹   | 渡辺穏寛、野道佳代 北條直明、森田岳志 |
| 25   | 共鳴 -永遠に響き合うように- | 森田繁   | 小野学          | 菊池勝也   | 坂崎忠、山本晃宏 小島彰、山中正博     |
| 26   | 孤島 -閉ざされた狂騒-       | 森田繁   | 小野学 林直孝   | 林直孝     | 坂崎忠                                |

## 放送局
| 放送地域       | 放送局         | 放送期間                      | 放送日時           | 放送系列       | 備考             |
| -------------- | -------------- | ----------------------------- | ------------------ | -------------- | ---------------- |
| 関東広域圏     | テレビ東京     | 2007年10月3日 - 2008年3月26日 | 水曜 25:50 - 26:20 | テレビ東京系列 |                  |
| 大阪府         | テレビ大阪     | 2007年10月9日 - 2008年4月1日  | 火曜 25:30 - 26:00 | テレビ東京系列 |                  |
| 北海道         | テレビ北海道   | 2007年10月10日 - 2008年4月2日 | 水曜 25:50 - 26:20 | テレビ東京系列 |                  |
| 愛知県         | テレビ愛知     | 2007年10月10日 - 2008年4月2日 | 水曜 26:58 - 27:28 | テレビ東京系列 |                  |
| 岡山県・香川県 | テレビせとうち | 2007年10月11日 - 2008年4月3日 | 木曜 25:28 - 25:58 | テレビ東京系列 |                  |
| 福岡県         | TVQ九州放送    | 2007年10月13日 - 2008年4月5日 | 土曜 26:40 - 27:10 | テレビ東京系列 |                  |
| 日本全域       | AT-X           | 2007年11月6日 - 2008年4月22日 | 火曜 9:30 - 10:00  | CS放送         | リピート放送あり |

| テレビ東京 水曜25:50枠                                                | テレビ東京 水曜25:50枠                                                                      | テレビ東京 水曜25:50枠                                             |
| 前番組                                                                | 番組名                                                                                      | 次番組                                                             |
| --------------------------------------------------------------------- | ------------------------------------------------------------------------------------------- | ------------------------------------------------------------------ |
| 機神大戦ギガンティック・フォーミュラ （2007年4月4日 - 2007年9月26日） | ドラゴノーツ -ザ・レゾナンス- （2007年10月3日 - 2008年3月26日） ※ここまで『あにてれ』扱い枠 | お買物タウン （2008年4月2日 - 2009年3月25日） ※水曜26:20枠から移動 |

## インターネットラジオ
DRAGONAUT STATION ISDA情報局
音泉にて2007年9月5日から毎週水曜日に配信されていた。パーソナリティは福井裕佳梨、小林ゆう、中村知世。

## 漫画
『ドラゴノーツ -THE RESONANCE-』『ジャンプスクエア』（集英社）にて2007年12月号（創刊号）から2008年5月号まで連載された。作画担当は木下聡志。アニメと類似した世界観を継承しているが、登場人物達の設定が全く異なっており、一種のパラレルワールドとなっている。また、タイトルロゴもアニメ版と異なる（アニメ版のロゴは木下聡志書き下ろしで最終話に使用）。
地球外生命体D型通称"ドラゴン"の襲来によって東京が砂漠と化してしまった近未来の世界で、唯一の対抗手段・ドラゴノーツを使役し、ドラゴンと戦うジンの姿が描かれる。

### 登場人物（漫画）

#### 国際宇宙開発機関ISDA（漫画）

##### カミシナ小隊
カミシナ・ジン
カミシナ小隊のリーダー。物語開始時点で既にISDAに所属。失われた家族の仇を討つ事だけを生きがいに、トアのドラゴノーツとして任務をこなしている。
ドラゴンの卵の回収よりも破壊を優先しており、トアの事を「とんま」と呼んでいるが、表には出さないものの彼女に対しては信頼を寄せている。
トア
カミシナ小隊の隊員。飛行機事故と東京壊滅時に生まれたドラゴンの一体で、現在はジンのパートナードラゴンとして任務にあたっている。
天真爛漫な性格で、ジンのことを「マスター」と呼び、健気に付き従っているが、ドジを踏んでしまうことも多く、ジンからは「とんま」呼ばわりされている。
ベルルムの考えが正しい事に憤りを覚え、ベルルムの心を折る。そして最終決戦の際、ベルルムと共闘し、巨大な龍を倒す。
髪型がアニメ版とは若干異なる。
ギオ
カミシナ小隊の補充隊員。タチバナ・カズキのパートナードラゴンとして、ジンの加勢に向かう。アニメ版とは違い、カズキと反発することはない。
タチバナ・カズキ
カミシナ小隊の補充メンバー。ギオのドラゴノーツとして、ジンの加勢に向かう。髪型は、アニメ開始当初のものであるが、若干アキラよりである。
ソウヤ・アキラ
カミシナ小隊の一員。小隊の中では新入りで、マキナとレゾナンスを終えた後、マキナの異変を察知するが、ジンに促され、マキナを元に戻す。バナナが大好物。
マキナ
カミシナ小隊の隊員。小隊の中では新入りで、アキラとのレゾナンスが終えた後、暴走してしまうが、トアとアキラの呼びかけのおかげで元に戻るが、ベルルムとの戦いの際、再び洗脳され、ギオを襲うが、トアの怒りの鉄拳で正気に戻る。しゃぶしゃぶ用の肉が大好物。
ジークリンデ・バウムガルド
カミシナ小隊の一員。ジンとNo.1を争う良きライバルであるが、そのジンに仲間意識を持っている一面も。つみれが大好物。
アマデウス
カミシナ小隊の隊員。ドラゴン化したマキナを止めるため、アクチュアライズするが、CSSが最大出力だったため、感電してしまう。ベルルムとの戦いの際に洗脳され、ギオを襲うが、トアの怒りの鉄拳で正気に戻る。

##### ライナ小隊
ライナ・クロムウェル
ライナ小隊のリーダーで、ハウリングスターのパートナー。ライナ小隊の中で唯一名前が判明している。
ハウリングスター
ライナ小隊の隊員で、ライナのパートナードラゴン。名無し扱いにされたまま連載終了してしまった。
ハバラギ・イツキ
ライナ小隊の一員で、オトヒメのパートナー。両目の下にある黒子がない。名無し扱いにされたまま連載終了してしまった。
オトヒメ
ライナ小隊の隊員で、イツキのパートナードラゴン。名無し扱いにされたまま連載終了してしまった。
ジャック
オリジナルキャラの項を参照。
ウィドー
ライナ小隊の隊員で、ジャックのパートナードラゴン。名無し扱いにされたまま連載終了してしまった。
アーシム・ジャマール
ライナ小隊の一員で、ガーネットのパートナー。某国出身のドラゴノーツ。アニメ版とは違い、ISDAの制服を着用している。名無し扱いにされたまま連載終了してしまった。
ガーネット・マクレーン
ライナ小隊の隊員で、アーシムのパートナードラゴン。人形態時の衣装は、某国軍の軍服を着用。名無し扱いにされたまま連載終了してしまったが、巻末にある作画者のコメントにて名前が判明することとなった。
アマギ・ケイイチ
ライナ小隊の一員で、スピリタスのパートナー。名無し扱いにされたまま連載終了してしまった。
スピリタス
ライナ小隊の隊員で、アマギのパートナードラゴン。名無し扱いにされたまま連載終了してしまった。

##### オペレーター（漫画）
クラタ・サキ
アニメ版同様オペレーター3人組の中でリーダーシップを発揮している。
カケイ・リョウコ
アニメ版でみられる仕事嫌いな性格が見受けられない。
ジングウジ・メグミ
体型が、アニメ版よりちょっと細くなっている。

##### 上層部（漫画）
ベイゼル・サカキ
ドラゴノーツ隊の総司令官。第1話・第3話では、後ろ姿のみの登場だった。

##### 地球産ドラゴン孵化計画班
キタジマ・ユウリ
地球産ドラゴン孵化計画担当の主任。ドラゴンが産み落とした卵の回収に執念を燃やしており、回収よりも破壊を優先するジンからは反発されている。
ホシ・ナナミ
ドラゴンの卵を回収しに来たキタジマ・ユウリと共に登場する。アニメとは違い、ジルアードのスパイではない。

#### オリジナルキャラ
ベルルム
ドラゴンを操る能力を持つ少年。レゾナンスしたばかりのマキナをアクチュアライズさせて暴走し、挙げ句の果てにアマデウスとトアのアクチュアライズを封じた張本人。アニメに登場しているオストルム同様、冷酷な性格を持ち、同じくアニメに登場しているノザキ・カスガを少年化した姿をしている。トアの実の弟で、姉とは正反対に邪悪な存在として描かれている。かつて起きた飛行機事故の際、カミシナ・アイとレゾナンスしたが、レゾナンスしたアイが怖がってしまったのが仇となり、ジンの目の前でアイを見殺しにしている。このことが原因で、人間を憎むようになる。しかし、トアに心を折られ、降伏する。その後ジンと共闘し、ドラゴンを地球に送ったと思われる巨大な龍を倒す。地球に戻るついでに、ライナ達が倒しきれなかったドラゴンも倒し、姿を消す。
ジャック
ライナ小隊の一員で、ウィドーのパートナー。ギザギザ頭が特徴。名無し扱いにされたまま連載終了してしまった。

#### その他（漫画）
カミシナ・アイ
ドラゴンが襲撃した際に、ベルルムとレゾナンスしたが、ベルルムを見て怖がってしまいジンに助けを呼んだが、その直後、ジンとベルルムの前で砂と化し絶命してしまう。

### 用語（漫画）
アニメ・漫画版共通の用語内容は、省略する。
ドラゴン
地球外生命体D型（タイプディー）の通称名で、種族繁栄の為に地球を選ぶ。ドラゴンの卵は、人類にとってかなり貴重で、回収すれば、地球産のドラゴンを生み出せるが、回収が遅れると、卵から張り巡られた根から、地球上の全てのものを栄養分にしてドラゴンが孵化する。
ドラゴノーツ
ドラゴンより回収した卵でドラゴンを生みだし、そのドラゴンを使役し戦う人間のことを指す。
カミシナ小隊
カミシナ・ジンを筆頭としたドラゴノーツ隊。連載開始当初の他のメンバーは、トア、ジークリンデ、アマデウスしかいなかったが、ソウヤ・アキラがマキナとレゾナンスした事によりメンバーに加わる。
ライナ小隊
ライナ・クロムウェルを筆頭にしたドラゴノーツ隊。メンバーの中には、オリジナルキャラのジャックとアニメでは、ジルアードの人間だったアーシムとガーネットも含まれている。ジンからは「ライナ隊」と呼んでいる。

### アニメ版との相違点
- 生態研究班が地球産ドラゴン孵化計画班となっている。
- ジルアードという国とジルアード軍は存在しない。そのため、アーシムとガーネットは、ISDAのドラゴノーツ隊の一人として描かれている。また、ジルアードのスパイとして登場したホシ・ナナミは初めからISDAに所属している。
- ドラゴノーツ隊のチームの呼び名が「○○（架空のドラゴンの名前）ユニット」から「○○（リーダーの名字または名前）小隊」となっている。
- ウィドーのパートナーであるジャックはアニメではすでに死んでいたため、オリジナルキャラとして登場している。

## 関連商品

### CD
販売元、ソニー・ミュージックディストリビューション
1. ドラゴノーツ ドラマ&キャラクターソングvol.1
アーティスト - 小野大輔（カミシナ・ジン）茅原実里（トア）諏訪部順一（ギオ）
発売日 - 2008年1月23日
定価 - 2,625円（税抜価格：2,500円）
2. ドラゴノーツ ドラマ&キャラクターソングvol.2
アーティスト - 沢城みゆき（ソウヤ・アキラ）後藤邑子（マキナ）水樹奈々（ジークリンデ・バウムガルド）
発売日 - 2008年2月14日
定価 - 2,625円（税抜価格：2,500円）
3. ドラゴノーツ ドラマ&キャラクターソングvol.3
アーティスト - 福井裕佳梨（サキ）小林ゆう（リョウコ）中村知世（メグミ）
発売日 - 2008年2月20日
定価 - 2,625円（税抜価格：2,500円）
4. ドラゴノーツ ドラマ&キャラクターソングvol.4
アーティスト - 宮野真守（アーシム）平野綾（ガーネット）柿原徹也（カズキ）千葉紗子（ウィドー）
発売日 - 2008年3月5日
定価 - 2,625円（税抜価格：2,500円）
5. ドラゴノーツ ドラマ&キャラクターソングvol.5
アーティスト - 小野大輔（カミシナ・ジン）茅原実里（トア）
発売日 - 2008年5月21日
定価 - 2,625円（税抜価格：2,500円）

### DVD
販売元、ソニー・ミュージックディストリビューション
第2巻以降各3話収録。価格は一貫して同じ値段で、毎巻キャストのサインがつく。
1. ドラゴノーツ −ザ・レゾナンス− Vol.1
1話 - 2話収録 2008年1月23日発売 ※価格6,300円（税込）以下同じ。
2. ドラゴノーツ −ザ・レゾナンス− Vol.2
3話 - 5話収録 2008年2月20日発売
3. ドラゴノーツ −ザ・レゾナンス− Vol.3
6 - 8話収録 2008年3月19日発売
4. ドラゴノーツ −ザ・レゾナンス− Vol.4
9 - 11話収録 2008年4月23日発売
5. ドラゴノーツ −ザ・レゾナンス− Vol.5
12 - 14話収録 2008年5月21日発売
6. ドラゴノーツ −ザ・レゾナンス− Vol.6
15 - 17話収録 2008年6月25日発売
7. ドラゴノーツ −ザ・レゾナンス− Vol.7
18 - 20話収録 2008年7月23日発売
8. ドラゴノーツ −ザ・レゾナンス− Vol.8
21 - 23話収録 2008年8月20日発売
9. ドラゴノーツ −ザ・レゾナンス− Vol.9
24 - 25話、DVDオリジナルストーリー（26話）収録 2008年9月24日発売

### 漫画単行本
- 集英社・ジャンプコミックス
全1巻
スペシャル・カラーページ付き
発売日 - 2008年5月2日
定価 - 500円（税込）

### 携帯電話向けコンテンツ
- ドラゴノーツ特設コーナー 公式モバイルサイト
携帯電話向け有料サイト「コナミネットDX」内で展開。ゲームアプリや着うた、待ち受け画像などを配信していた。
  - ドラゴノーツ特設コーナー

  - 携帯電話アプリ『ドラゴノーツ』 
アドベンチャーゲーム。選択肢によってストーリーが分岐していき、原作とは異なる展開を見せる。
    - アプリ ドラゴノーツ
- アニメコミック『ドラゴノーツ -ザ・レゾナンス-』
携帯電話向け有料サイト「週刊コナミ」で配信。
  - アニメコミック ドラゴノーツ - 週刊コナミ

### パチスロ
- ドラゴノーツ -ザ・レゾナンス-（2011年、オリンピア）